# Svída výběžkatá
Svída výběžkatá (Cornus sericea) opadavý keř s jednoduchými vstřícnými listy. Pochází ze Severní Ameriky a je v České republice často pěstována jako okrasný keř.

## Synonyma
- Swida sericea, Cornus stolonifera

## Charakteristika
Svída výběžkatá je široce rozložitý, 1 až 2,5 metru vysoký keř s dlouhými ohebnými větvemi, které často převisají, zakořeňují a posléze se opět obloukovitě zdvihají. Mladé letorosty jsou lesklé a obvykle nachově červené, starší větve se zbarvují šedozeleně. Listy jsou 5 až 16 cm dlouhé, na líci živě zelené, na rubu nápadně bělavé. Čepel je podlouhlá, kopinatá až úzce vejčitá, dlouze zašpičatělá a na bázi klínovitá, se 4 až 8 páry postranních žilek. Kvete v červnu až červenci. Květy jsou bílé až žlutavé, v plochých, 3 až 6 cm širokých květenstvích. Peckovice jsou bílé nebo namodralé, kulovité, 5 až 9 mm velké. Pecka je téměř kulovitá nebo širší než dlouhá.
Druh je široce rozšířen v mírném pásu Severní Ameriky, na jih zasahuje až do severního Mexika, na sever po Labrador a Aljašku. V České republice je pěstován a nezřídka zplaňuje v pobřežních křovinách, lužních lesích aj. stanovištích na vlhčích půdách v nižších polohách.

## Využití
Svída výběžkatá je často pěstována jako okrasná dřevina, jako součást městské zeleně a také podél silnic a dálnic. Nejčastěji pěstovaným kultivarem je 'Flaviramea', vyznačující se nápadně žlutými větvemi.
Keř je vhodný do skupin a jako podrost.

## Pěstování

### Nároky
Při pěstování v mírném pásmu (ČR) svída výběžkatá roste na slunci i v polostínu. Je nenáročná, pro její pěstování je vhodná propustná až hlinitá půda, vlhká, nebo dobře zásobená vodou a živinami. Dobře snáší řez a obvykle netrpí škůdci.

### Rozmnožování
Rozmnožuje se řízkováním dřevitými řízky nebo výsevem semen.

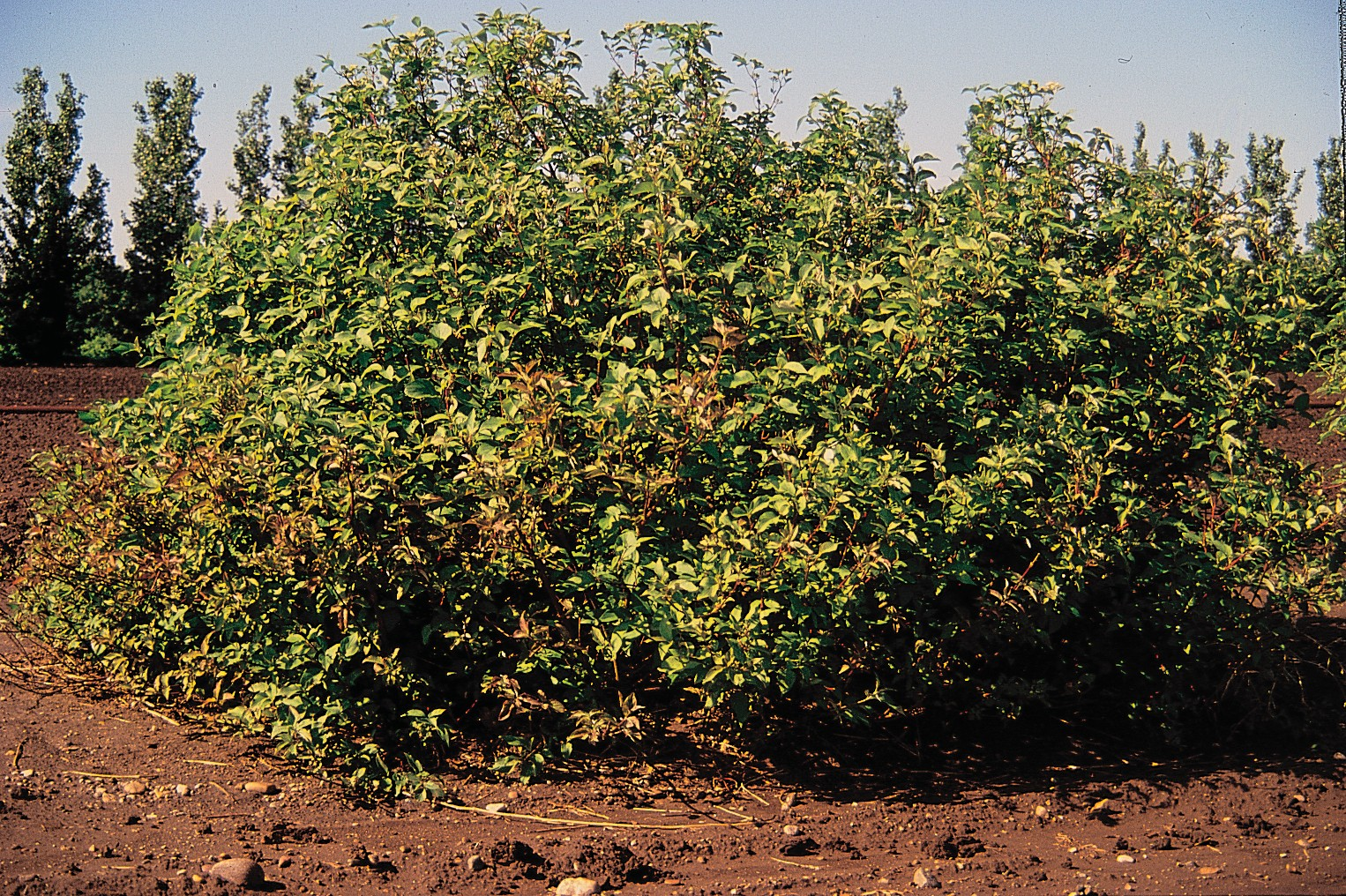
celkový vzhled
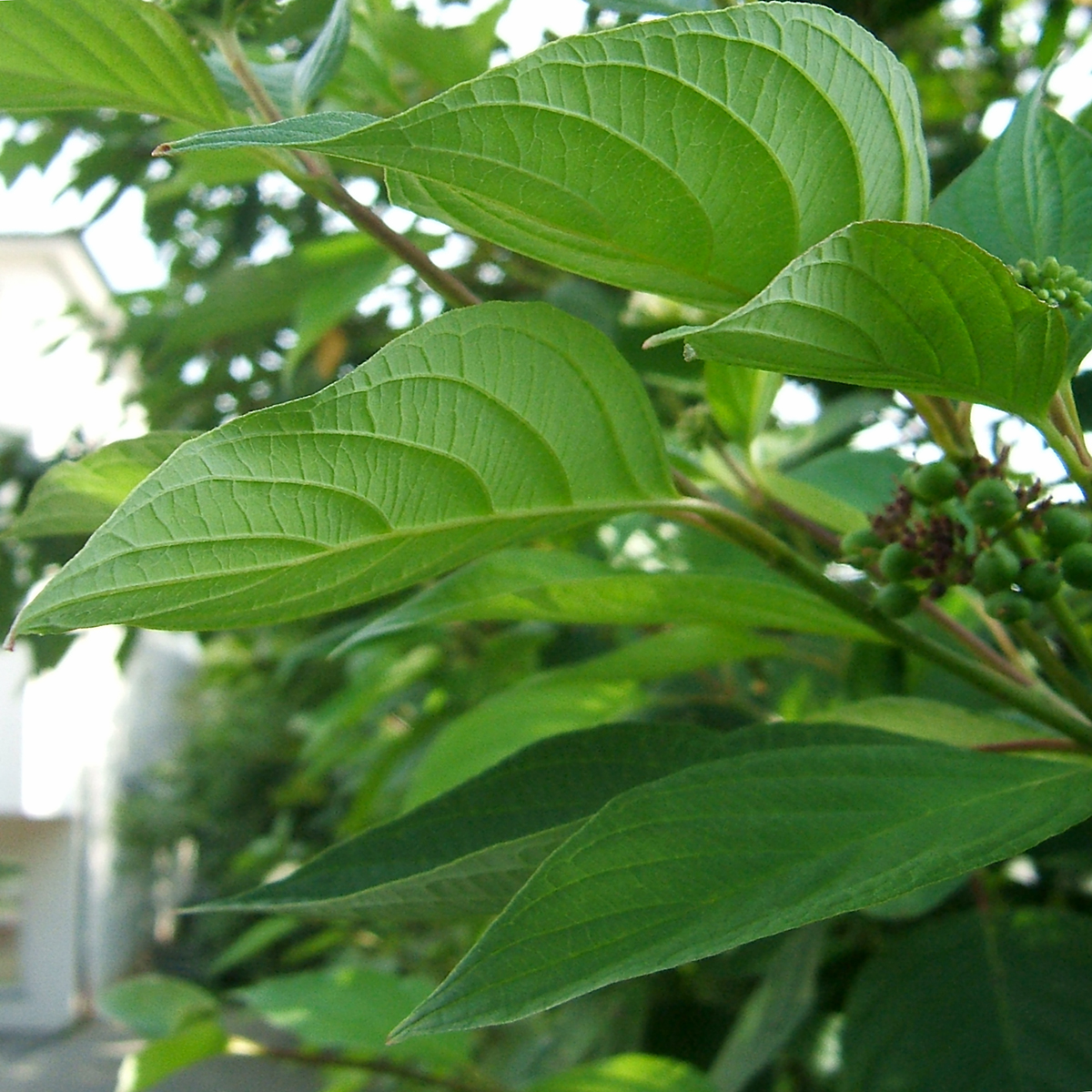
listy
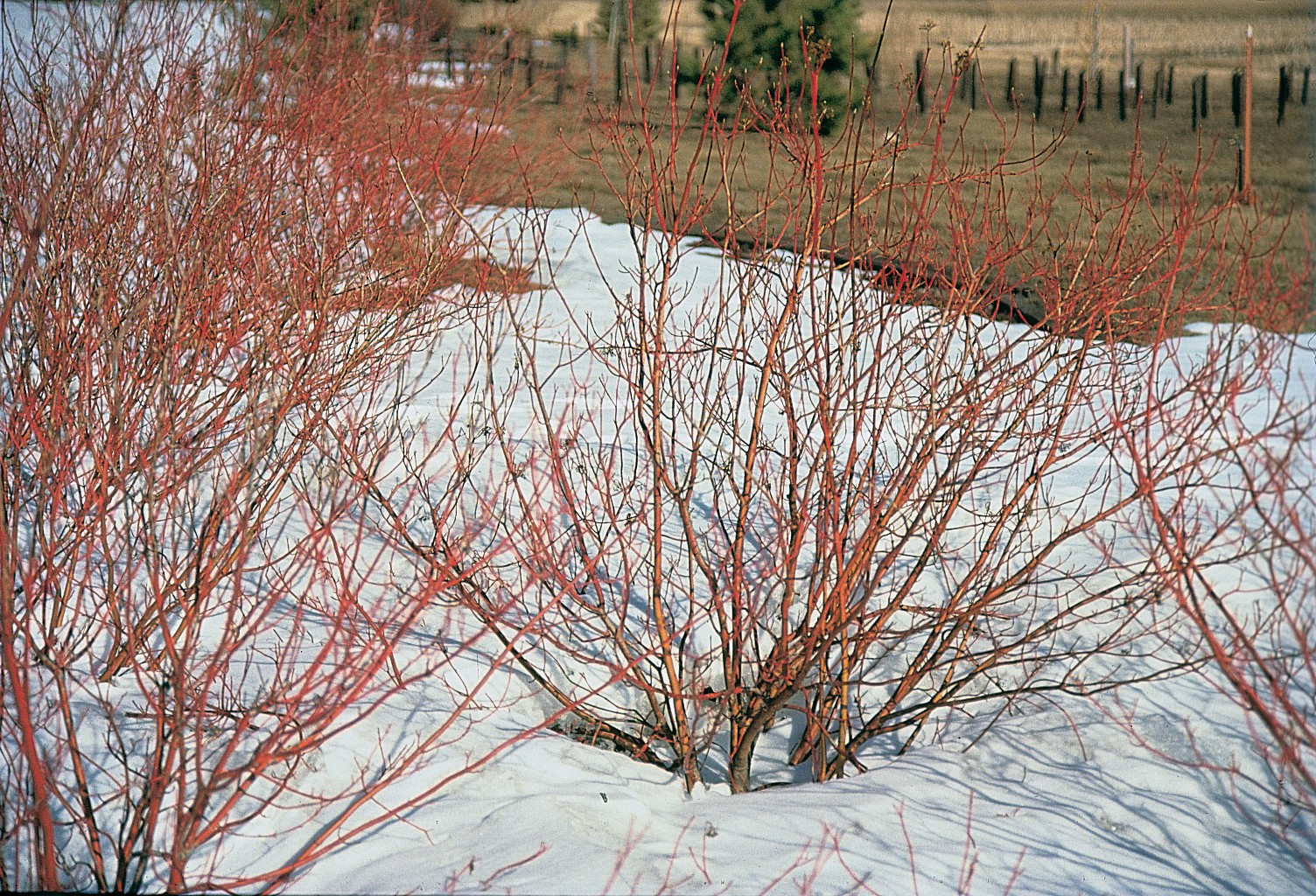
zimní větve
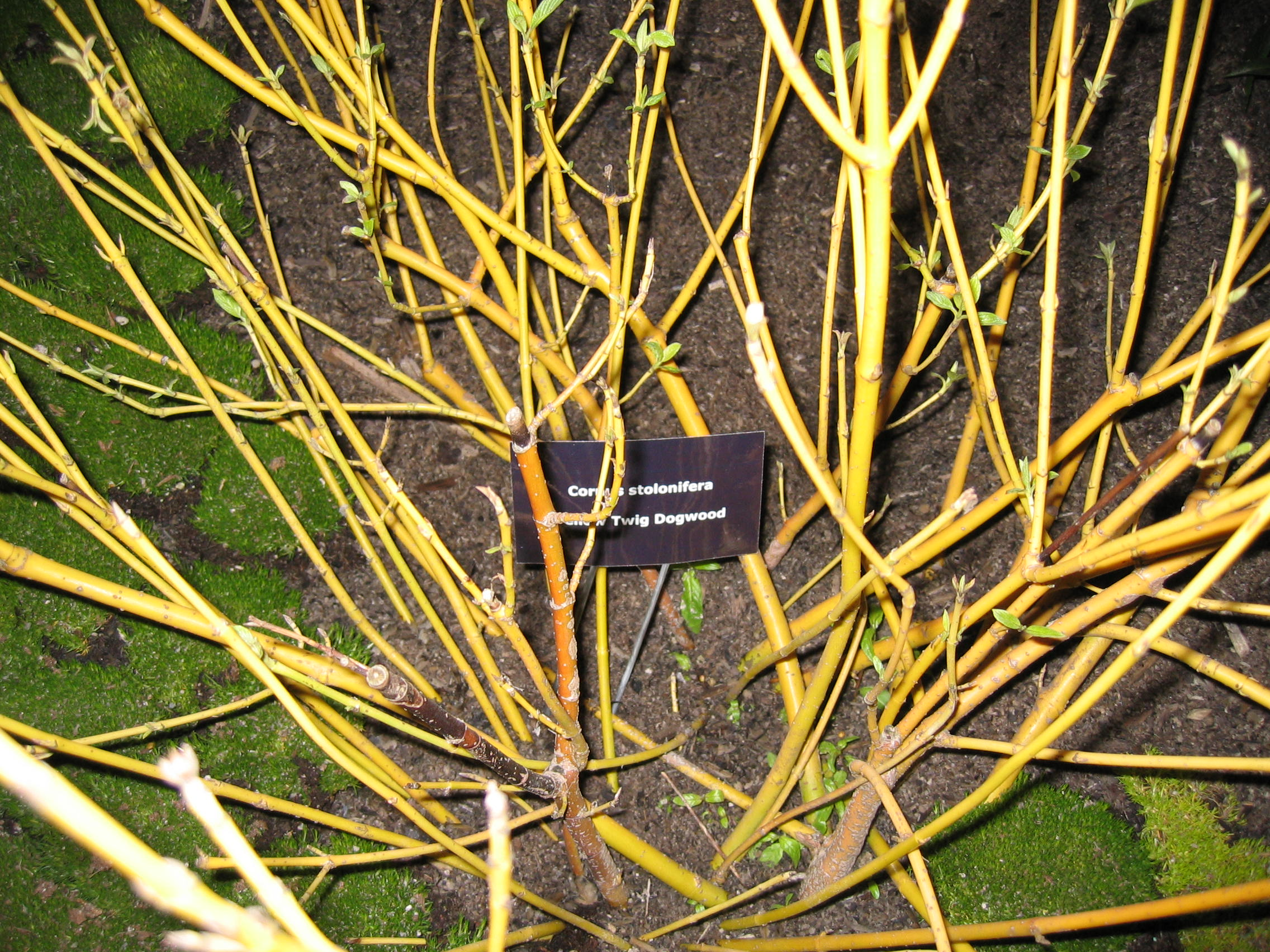
zimní větve cv. 'Flaviramea'